# Functional Capacity Index
Der Functional Capacity Index ist ein Messsystem für das Ausmaß an funktioneller Einschränkung beziehungsweise Behinderung, die nach Abheilung einer Verletzung in der Regel zu erwarten ist. Er darf nicht mit dem Grad der Behinderung (GdB) des deutschen Schwerbehindertenrechts verwechselt werden.

## Ursprüngliche Definition
Der FCI sollte die Einschränkungen beschreiben, die normalerweise bei Patienten mit einem bestimmten Verletzungsbild nach einem Jahr noch zu erwarten sind. Abgestellt wurde nicht auf eine einzelne Verletzung, sondern die Gesamtheit der in einem Unfall erlittenen Einzelverletzungen.
Basis für die Klassifikation der FCI-Ausprägung ist eine 10-dimensionale Betrachtung der möglichen Einschränkungen nach Abschluss einer optimalen medizinischen Behandlung. Betrachtet werden Nahrungsaufnahme, Ausscheidungen, Sexualfunktionen, Bewegungsmöglichkeiten, Beugen und Heben, Funktion der Hände, visuelle Wahrnehmung, akustische Wahrnehmung, Sprache und kognitives Verständnis. Für jede Dimension wird der Grad der Einschränkung auf einer 5-wertigen Skala festgelegt.

## Einzelverletzungsbasierter Ansatz

### Problem des ursprünglichen Ansatzes
Der ganzheitliche Ansatz, also der Versuch, alle Einzelverletzungen mit einer Maßzahl zu beschreiben, führte beim FCI zu den gleichen Problemen, wie sie schon über 40 Jahre zuvor bei der Verletzungsbeschreibung (siehe Abbreviated Injury Scale (AIS)) auftraten: Durch die Vielzahl von Variationen der Verletzungsmuster wird der Stichprobenumfang in jedem Einzelfall so klein, dass sich keine allgemeingültigen Aussagen ableiten lassen. Dieses Problem wurde bei der Beschreibung der Überlebenswahrscheinlichkeit von Verletzungen durch ein Aufschlüsseln von Verletzungsbildern auf Einzelverletzungen erreicht.

### Entwicklung des Einzelverletzungsbasierten Ansatzes
Entsprechend dem Vorgehen bei der AIS Entwicklung wurden zu den im AIS 1990 update 1998 (kurz AIS98) beschriebenen Einzelverletzungen (AIS98-Identifier) FCI bestimmt. Hierfür wurden die einzelnen Verletzungen einer Gruppe von Experten vorgelegt, die anhand der oben grob dargelegten 10 Dimensionen, Konsens über den wahrscheinlichen Grad der ‚Funktionellen Einschränkung‘ (englisch: predicted FCI, pFCI) herstellen sollten.
Das Problem besteht in der Aggregation der pFCI Werte der Einzelverletzungen zu den in der Praxis anzutreffenden Verletzungsbildern aus mehreren Einzelverletzungen. Für Verletzungen innerhalb einer ISS-Körperregion (mit Ausnahme der Extremitäten) war ein Vergleich durch Maximumbildung bedingt möglich. Ein Vergleich unterschiedlicher Körperregionen führte jedoch zu unplausiblen Ergebnissen: Die Beschreibung der Anatomischen Strukturen im AIS98 ist auf die Bestimmung der Überlebenswahrscheinlichkeit der Verletzung abgestellt, eine Betrachtung der Funktionseinschränkung nach Abschluss der Behandlung war bis zu dem Zeitpunkt kein Teil des AIS.
Mit dem AIS2005 wurden nicht nur die Ausprägungen (AIS-Codes) an den aktuellen Behandlungs- und Wissensstand angepasst, die beschreibbaren anatomischen Strukturen wurden mit Blick auf den FCI erweitert und Einzelverletzungen zu FCI-relevanten Verletzungsruppen zusammengefasst. Dies gilt insbesondere für die Extremitäten und die Verletzungen des Gehirns sowie für die Gruppenbildung bei den Thoraxverletzungen. Da der Konsensus bezügliche der FCI-Werte für die Einzelverletzungen des AIS2005 nicht hinreichend schnell erzielt werden konnte, ist der AIS2008 das erste AIS-Codebook mit FCI-Werten für die Einzelverletzungen.

### Implementation im AIS2008 Codebook
Zur Vereinfachung der FCI-Codierung wurden im AIS2008 Codebook bereits die AIS2005-Identifier mit der entsprechenden Ausprägung des FCI versehen. Die von den Experten bestimmten Schätzer pFCI wurden in 5 Ausprägungsklassen gruppiert und als FCI bezeichnet. Klasse 5 bezeichnet das Fehlen einer messbaren Funktionseinschränkung, eine Ausprägung von 1 gibt hingegen die maximale Einschränkung durch die Verletzung an.
Alle Verletzungen mit einem AIS2008-Code von 6 (nach dem derzeitigen Stand der Medizin nicht behandelbare Verletzung) erhalten einen FCI von 1 (maximale Einschränkung), Verletzungen mit einem AIS2008-Code von 9 können aufgrund der ungenauen Spezifikation keiner FCI-Ausprägung zugewiesen werden.
Es sei angemerkt, dass die Reihenfolge der Gruppierung der Ausprägungen des FCI genau entgegengesetzt denen des AIS ist.
| FCI-Score | Funktionelle Einschränkung (englisch) | Funktionelle Einschränkung | Anzahl der FCI codierten AIS2008-Codes |
| --------- | ------------------------------------- | -------------------------- | -------------------------------------- |
| 5         | Perfect State                         | Keine                      | 1279                                   |
| 4         | Moderate State                        | Gering                     | 194                                    |
| 3         | Serious State                         | Ernsthaft                  | 136                                    |
| 2         | Severe State                          | Schwerwiegend              | 131                                    |
| 1         | Worst Possible State                  | Sehr schwerwiegend         | 156                                    |

Der Unterschied zwischen einer Bewertung nach FCI und AIS2008 wird in der folgenden Tabelle ersichtlich. Zumindest ein Teil der unter dem AIS2008 als ‚leichtere Verletzung‘ (AIS2008-Code=1, 2, 3) weist schwerwiegende und sehr schwerwiegende Langzeitfolgen auf (FCI= 1, 2):
| AIS2008 Code | AIS2008 Code | AIS2008 Code | AIS2008 Code | AIS2008 Code | AIS2008 Code | AIS2008 Code | AIS2008 Code |
| FCI-Score    | 1            | 2            | 3            | 4            | 5            | 6            | 9            |
| ------------ | ------------ | ------------ | ------------ | ------------ | ------------ | ------------ | ------------ |
| 5            | 357          | 501          | 391          | 79           | 49           | 1            | 1            |
| 4            | 43           | 111          | 36           | 1            | 3            | 0            | 0            |
| 3            | 34           | 62           | 23           | 12           | 5            | 0            | 0            |
| 2            | 4            | 45           | 36           | 28           | 17           | 1            | 0            |
| 1            | 0            | 2            | 16           | 40           | 70           | 28           | 0            |

### Aggregationsproblem
Da die Bewertung von Verletzungen durch den FCI entsprechend der AIS-Code-Bewertung auf den AIS-Identifiern, also der Bewertung von Einzelverletzungen, aufbaut, stellt sich ein analoges Problem der Verletzungsschwerenaggregation. Innerhalb einer Körperregion oder zumindest einer funktionellen Gruppe ist die Minimumbildung (minFCI), also das Setzen der schwerwiegendsten Einschränkung für die Einschränkung der Körperregion, noch vertretbar. Beim Überschreiten dieser Grenzen kann die funktionelle Einschränkung aufgrund mangelnder Kompensationsmöglichkeiten deutlich über dem mittels minFCI errechneten Wert liegen.
Entsprechende Aggregationsprobleme traten schon bei dem an den AIS90-Identifier gekoppelten FCI auf.